# Persoonia recedens
Persoonia recedens (лат.) — кустарник, вид рода Персоония (Persoonia) семейства Протейные (Proteaceae), эндемик ограниченного района Нового Южного Уэльса. Раскидистый низкорослый кустарник с опушёнными молодыми веточками, узкими продолговатыми или узкими эллиптическими листьями и жёлтыми цветками.

## Ботаническое описание
Persoonia recedens — раскидистый низкорослый кустарник высотой 0,3-1,5 м с гладкой корой и молодыми веточками от редко- до умеренноопушённых. Листья от узких продолговатых до узкоэллиптических, 10-20 мм в длину и 1,2-3,5 мм в ширину. Цветки расположены группами до двенадцати на цветоносе длиной до 70 мм, который продолжает расти после цветения, каждый цветок на цветоножке 2-3,5 мм длиной с листом у оснавания. Листочки околоцветника жёлтые, 9-10 мм в длину, гладкие. Цветение происходит с декабря по январь.

## Таксономия
Впервые вид был официально описан в 1919 году Мишелем андоже в Bulletin de la Société Botanique de France из образцов, собранных Карлом Вальтером недалеко от Блэкхита в 1882 году

## Распространение и местообитание
P. recedens растёт в лесу на песчанике между плато Ньюнес и Блэкхит в Новом Южном Уэльсе.